# Dominik Stahl
Dominik Stahl (* 20. August 1988 in Hardheim) ist ein ehemaliger deutscher Fußballspieler.

## Karriere

### Jugend und Anfänge im Profifußball
Stahl begann mit dem Fußballspielen beim SV Osterburken, später spielte er in der Saison 2002/03 beim TSV Tauberbischofsheim und in der Saison 2003/04 bei der TSG 1899 Hoffenheim. Im Sommer 2004 wechselte er zum TSV 1860 München. Dort spielte er drei Jahre lang in den Jugendmannschaften, ehe er 2007 in den Kader der U23 in der Regionalliga Süd aufrückte. 2007 gewann er mit der A-Jugend den DFB-Junioren-Vereinspokal.
Seinen ersten Einsatz für die Zweitvertretung der Münchner Löwen hatte Stahl am 24. Februar 2007 im Spiel bei der zweiten Mannschaft des Karlsruher SC. Im Sommer 2009 wurde er zum Kapitän der U23 ernannt.
Nachdem er in den ersten 13 Regionalligapartien der Spielzeit 2009/10 über die volle Länge auf dem Platz gestanden war, wurde er für das Zweitligaspiel des TSV 1860 in Cottbus am 8. November 2009 erstmals in den Profikader berufen. Dort gab er sein Debüt im Profifußball, als er zur Startaufstellung der Sechzger gehörte. Im März 2010 verlängerte er seinen zum Saisonende auslaufenden Vertrag mit dem TSV 1860 um zwei weitere Jahre.

### Etablierung beim TSV 1860 München
In der Spielzeit 2010/11 etablierte sich Stahl im defensiven Mittelfeld, verdrängte dabei den Champions-League erfahrenen Florin Lovin. Am 30. Oktober schoss er beim Spiel in Karlsruhe sein erstes Profitor, im Saisonverlauf folgten zwei weitere Treffer. Er wurde in der Spielzeit insgesamt 22 Mal eingesetzt, dazu kamen im Oktober drei Spiele für die U23.
Im September 2011 verlängerte er seinen Vertrag mit den Münchner Löwen erneut um zwei Jahre bis 2014. Bis zur Winterpause wurde er 16 Mal eingesetzt, danach bestritt er 13 von 15 Partien der 2. Bundesliga. In der Folgesaison wurde er 26 Mal eingesetzt, zumeist im defensiven Mittelfeld als Abräumer vor der Abwehr.
In der Hinrunde der Saison 2013/14 konnte der Mittelfeld-Spieler an vier aufeinander folgenden Spielen jeweils das/ein spielentscheidende/s Tor erzielen.
Stahls Vertrag bei den Münchner Löwen lief am 30. Juni 2016 aus und wurde nicht verlängert.

### SpVgg Unterhaching
Zur Spielzeit 2016/17 nahm der Regionalligist SpVgg Unterhaching Stahl unter Vertrag. Bei seinem Einsatz im Spiel gegen den VfR Garching erzielte der Mittelfeldspieler seinen ersten Treffer für den Münchner Vorstadtverein. Am Ende der Saison schaffte Stahl mit der Mannschaft den Aufstieg in die 3. Liga. Zur Saison 2018/19 wurde er zum stellvertretenden Kapitän der SpVgg Unterhaching bestimmt. Den Wiederabstieg in der Drittliga-Saison 2020/21 konnte er verletzungsbedingt nicht verhindern, Stahl bestritt aufgrund der Folgen eines Kreuzbandrisses kein einziges Spiel.
Nach weiteren Verletzungen beendete Stahl zum Ende der Saison 2022/23 der Regionalliga Bayern offiziell seine Karriere. Insgesamt bestritt er 123 Pflichtspiele für die SpVgg, das letzte davon allerdings schon im Juli 2021 bei einem Heimspiel gegen Wacker Burghausen. Vereinspräsident Manfred Schwabl würdigte Stahl bei der Verabschiedung im Sportpark Unterhaching als "echten Führungsspieler", "überragende Persönlichkeit" und "Teil der Haching-Familie".